# Salticus
Salticus là một chi nhện trong họ Salticidae.

## Hình ảnh

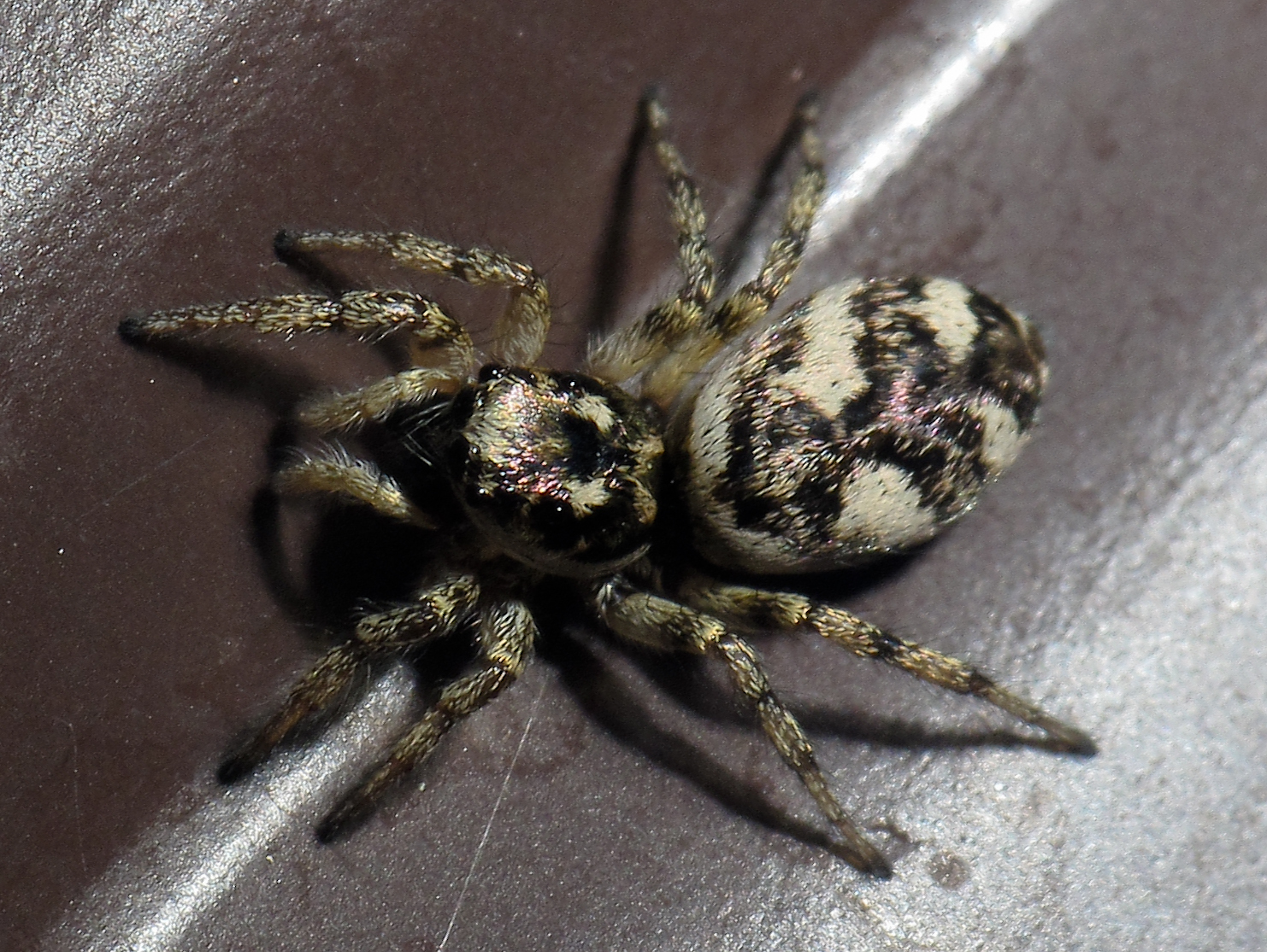
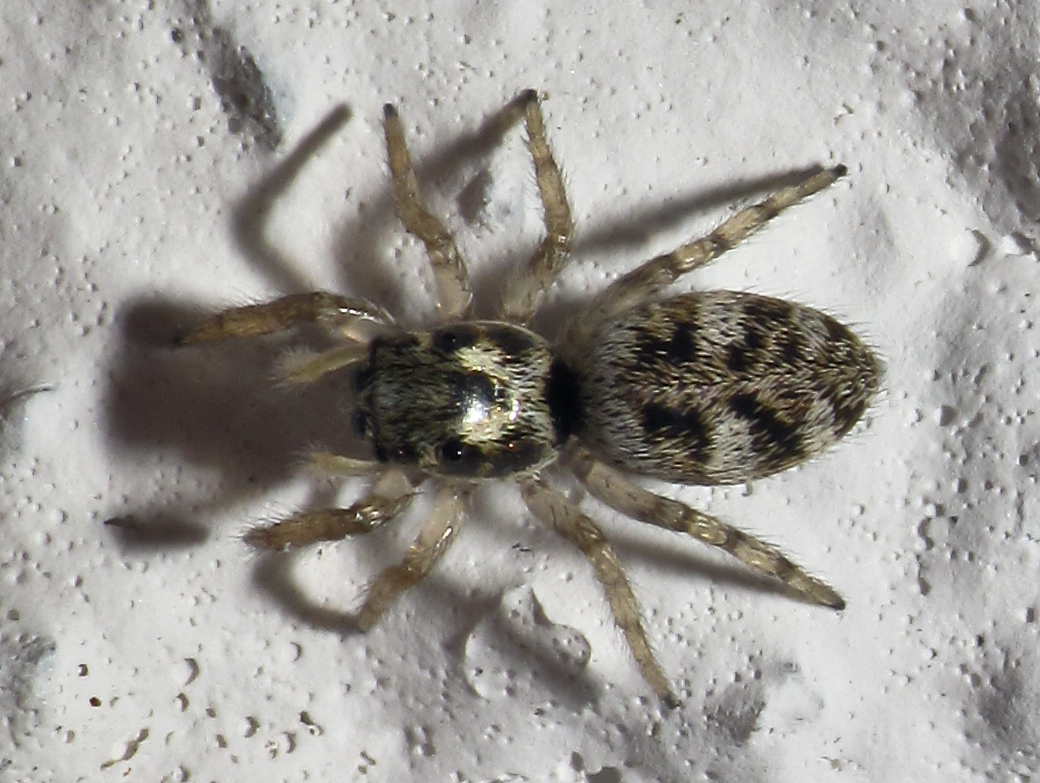
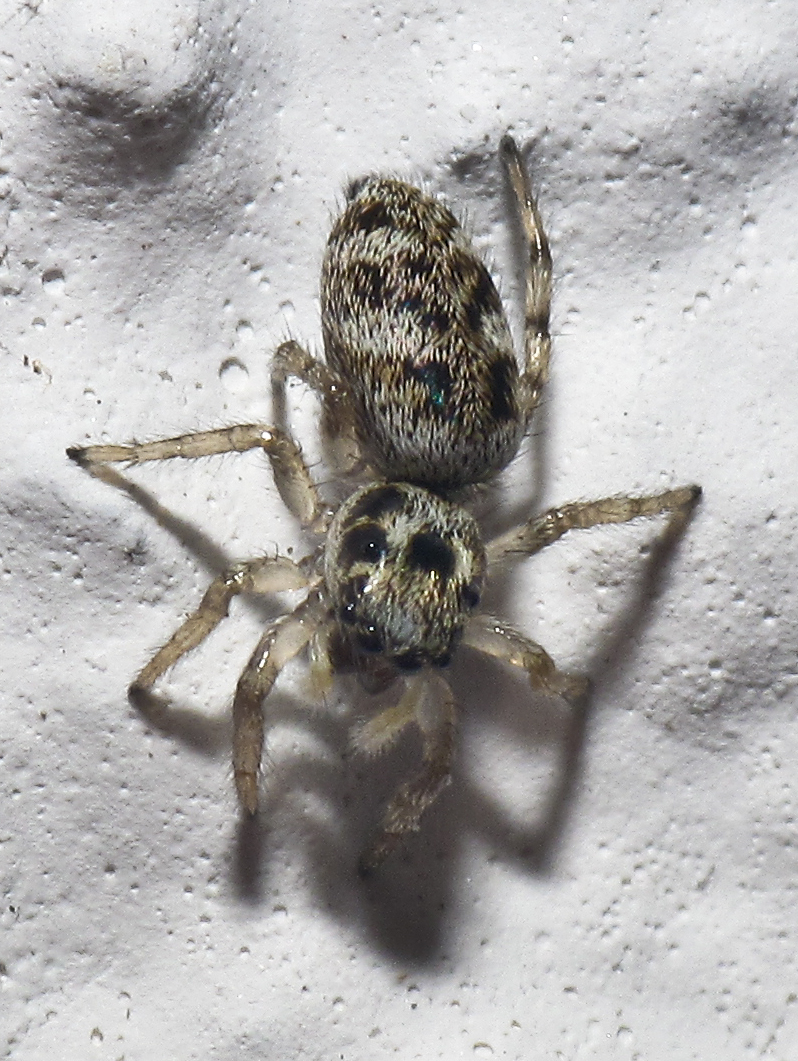
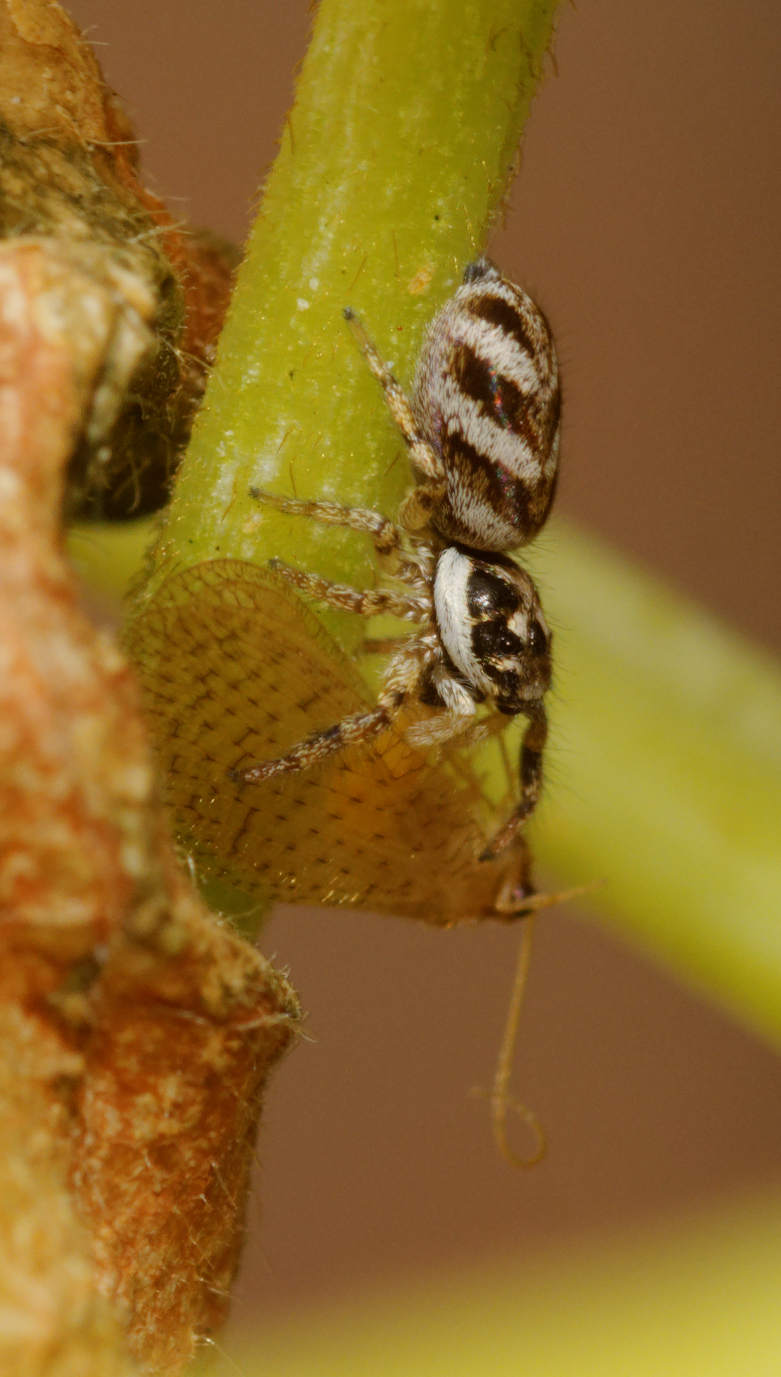